# Нуфрінген
Нуфрінген (нім. Nufringen) — місто в Німеччині, знаходиться в землі Баден-Вюртемберг. Підпорядковується адміністративному округу Штутгарт. Входить до складу району Беблінген.
Площа — 10,04 км2. Населення становить 5897 ос. (станом на 31 грудня 2020).